# Eupalín
Eupalin es un flavonol. Es la eupalitin 3-O- ramnósido. Se puede aislar de Eupatorium ligustrinum.